# 刘尊
刘尊，中国大陆歌手。90年代凭借一首原创音乐单曲《傻妹妹》走红。其主要代表作品《傻妹妹》、《我要回家》、《妹妹别哭》等。2016年11月底，与北京电视台青年频道合作并主持音乐栏目《新歌来啦》

## 演艺经历
1996年发行一张单曲《傻妹妹》并拍摄MV正式踏足乐坛。
1997年出版并发行第一张卡带专辑《妹妹别哭》。并收录《傻妹妹》、《妹妹别哭》加上翻唱等作品。
2001年发行第二张卡带专辑《我要回家》。
2011年4月份，为羽毛球亚锦赛创作并发表歌曲《巅峰之爱》。
2013年10月份，推出煽情音乐作品《为你喝醉》。

## 社会活动
2009年5月16日晚，百事音乐大赛福州闽江学院比赛现场助兴演唱歌曲。
2013年4月11日，携公司旗下艺人敬老院慰问演出。

## 音乐专辑

### 专辑和EP
| 專輯   | 專輯資料                                                                     | 曲目                                           |
| ------ | ---------------------------------------------------------------------------- | ---------------------------------------------- |
| 第一张 | 《傻妹妹》 - 发行公司：北京至尊唱片 - 發行日期：1996-12-10 - 曲目数量：4首   | 曲目 1. 傻妹妹 2. 新铁窗泪 3. 墙里墙外 4. 小妹 |
| 第二张 | 《妹妹别哭》 - 发行公司：北京至尊唱片 - 發行日期：1998-03-22 - 曲目数量：2首 | 曲目 1. 妹妹别哭 2. 我要回家                   |

### 单曲
未收录在其专辑里面已发行的歌曲
| 發行年份 | 歌曲名稱         | 所屬專輯、备注       |
| -------- | ---------------- | -------------------- |
| 2013     | 为你喝醉         |                      |
| 2013     | 雨打芭蕉         |                      |
| 2014     | 我曾经最爱的女人 |                      |
| 2014     | 拯救             | 与群星演唱的公益歌曲 |
| 2014     | 老来的伴         | 与西单女孩合作作品   |

### 其他歌曲
为其他歌手创作的歌曲
- 老爸老妈 （音乐制作） 	阿宝
- 泪蛋蛋 （音乐制作） 	阿宝
- 一起举杯 （音乐制作） 	蒋大为
- 汉武大帝 （音乐制作） 	韩磊
- 风云 （音乐制作） 	屠洪刚
- 流浪猫 （音乐制作） 	爱乐公社
- 罪不可恕 （音乐制作） 	山西男孩